# تاكافومي أوغورا
تاكافومي أوغورا (باليابانية: 小倉 隆史) (6 يوليو 1973 في سوزوكا في اليابان – )؛ هو لاعب كرة قدم ياباني سابق كان يلعب كمهاجم. سبق له أن لعب مع منتخب اليابان.

## وصلات خارجية
- تاكافومي أوغورا على موقع رابطة كرة القدم اليابانية للمحترفين (اليابانية)
- تاكافومي أوغورا على موقع قاعدة بيانات كرة القدم.إي يو (الإنجليزية)
- تاكافومي أوغورا على موقع ناشيونال فوتبول تيمز (الإنجليزية)
- تاكافومي أوغورا على موقع Soccerway.com (الإنجليزية)
- تاكافومي أوغورا على موقع عالم كرة القدم.نت (الإنجليزية)

- National Football Teams
- Japan National Football Team Database